# Scarlet Letters
«Scarlet Letters» es un sencillo del material discográfico The New Game, lanzado el 18 de noviembre de 2008.
La canción ocupó la casilla número 7 en el Hot Mainstream Rock Tracks y 29 del conteo Rock Songs, ambas de Billboard.
La canción cuenta con sonidos variados, rápidos y melodiosos.

## Posicionamiento
| Lista                  | Posición |
| ---------------------- | -------- |
| Mainstream Rock Tracks | 7        |
| Rock Songs             | 29       |